# Lysurus gardneri
Lysurus gardneri Berk. 1846 è un fungo appartenente alla famiglia delle Phallaceae.

## Descrizione

### Corpo fruttifero
Il corpo fruttifero ha inizialmente la forma di una grossa sfera bianca e gelatinosa. Continuando il processo di maturazione, questa si lacera superiormente.

### Gambo
Il gambo è grosso e cilindrico, molto fragile e completamente cavo, che termina in alto con 6-8 digitazioni flussuose e rosse, paragonabili ai tentacoli di una seppia. La loro superficie è alquanto corrugata.

### Gleba
Sul lato interno i tentacoli portano la gleba, dapprima gelatinosa e poi deliquescente. 

### Volva
La volva è membranosa e persistente.

### Carne
La carne è molto fragile e friabile.
Odore e Sapore: caratteristici e repellenti, di sterco umano.

## Variabilità
La colorazione del gambo varia dal bianco al giallo chiaro. I tentacoli variano dal rosso all'arancione.

## Habitat
Specie comune e localizzata nei prati e nei pascoli molto concimati. Si ritiene che sia di origine esotica, importata occasionalmente nelle nostre regioni.

## Periodo di crescita
Estate-autunno.

## Specie simili
è inconfondibile per la sua forma particolare

## Sinonimi
- Clathrus gardneri
- Phallus gardneri

## Commestibilità
NON COMMESTIBILE per l'odore repellente.